# SATA (Unternehmen)
Die SATA Holding GmbH hat ihren Sitz im baden-württembergischen Kornwestheim (Landkreis Ludwigsburg). Die Geschäftsbereiche des mittelständischen Unternehmens erstrecken sich über die Bereiche Lackierpistolen (Farb-Spritzpistolen, Airbrush-Pistolen, Automaten- & Roboter-Pistolen), Druckluft-Filter- und Atemschutzsysteme, Materialversorgungssysteme (z. B. Pumpen und Kessel) sowie Zubehörartikel. SATA beliefert Kunden in über 90 Ländern. Der Export-Anteil liegt bei über 70 %. Produziert wird ausschließlich in Deutschland. Weltweit ist SATA in den USA, Kanada, Großbritannien und China vertreten.

## Unternehmens- und Produktgeschichte der SATA Holding
Die Gesellschaft wurde 1907 als Sanitaria GmbH gegründet. Diese stellte chirurgische Geräte, wie Spritzen, Skalpelle und Hebelverschlüsse für Kältesprays her. Bereits 1914 wird Sata als Warenzeichen eingetragen. 
1925 begann das Unternehmen mit der Produktion von Lackierpistolen. Diese wurden in Kooperation mit der Lackfabrik Christian Lechler aus Stuttgart-Feuerbach (heute Lesonal, Teil des Akzo Nobel Coatings Konzern) entwickelt und in Lizenz (private label) für Lechler hergestellt. Nach ersten Patentanmeldungen im Bereich Spritzpistolen begann die Sanitaria 1931 mit der Vermarktung eigener Spritzpistolenreihen. Nachdem die Sanitaria Jahre lang als AG agierte, wurde sie 1964 zur GmbH umgewandelt. 1981 firmiert sie in SATA Farbspritztechnik GmbH um. 1987 wurde der Firmenname geändert in SATA Farbspritztechnik GmbH & Co, 2002 in SATA Farbspritztechnik GmbH & Co. KG und 2006 in SATA GmbH & Co. KG. 1981 wurde die bis heute in Fachkreisen bekannte Lackierpistole SATAjet B in den Markt eingeführt. SATA wurde Marktführer bei hochwertigen Lackierpistolen.
1990 entwickelte das Unternehmen die erste HVLP-Pistole (High Volume Low Pressure). Ab 1988 waren SATA Pistolen aufgrund ihrer weltweit anerkannt hohen Qualität begehrte Opfer von Produktpiraten. Die Firma Mersin, Türkei erhielt für ein SATA-Pistolenplagiat den Plagiarius 1999. 2000 wurde die RP-Technologie (Reduced Pressure) eingeführt. 2001 wurden erstmals explosionsgeschützte digitale Manometer in die Lackierpistolen eingebaut. 2003 Aufgrund weiterhin auftauchender SATA Plagiate ließ sich SATA eine Produktkennzeichnung patentieren, mit der die Originalität der Produkte über das Internet sicher überprüft werden kann. 2006 erhielt das Unternehmen den Innovation Award der Automechanika für das SATA RPS-Bechersystem. Im Jahre 2010 wurde die neuste Pistolengeneration SATAjet 4000 eingeführt, welche 2014 durch die SATAjet 5000 ersetzt wurde.